# Krogulec czarnołbisty
Krogulec czarnołbisty (Astur cooperii) – gatunek ptaka z rodziny jastrzębiowatych (Accipitridae), zamieszkujący Amerykę Północną. Nie wyróżnia się podgatunków. Atakuje ptaki średniej wielkości oraz ssaki.
WyglądDługość ciała samca 26–29 cm, samicy 30–34 cm. Skrzydła krótkie, tępo zakończone, ogon długi oraz zaokrąglony. Wierzch ciała niebieskoszary, spód biały z rudymi prążkami, Tęczówki żółtopomarańczowe, z wiekiem czerwienieją.
Zasięg, środowiskoGniazduje w południowej Kanadzie, Stanach Zjednoczonych i północno-zachodnim Meksyku. Zimuje od północnych USA po Amerykę Centralną – regularnie po Honduras, sporadycznie dalej na południe po Panamę, a wyjątkowo aż po Kolumbię.
StatusMiędzynarodowa Unia Ochrony Przyrody (IUCN) uznaje krogulca czarnołbistego za gatunek najmniejszej troski (LC – least concern) nieprzerwanie od 1988 roku. Trend liczebności populacji uznaje się za wzrostowy.